# Botew Sofia
Botew Sofia (bułg. СК "Ботев" (София)) – bułgarski klub piłkarski z siedzibą w stolicy kraju, mieście Sofia, działający w latach 1918–1945 i 1957–1958.

## Historia
Chronologia nazw:
- 1918: Botew Sofia (bułg. СК "Ботев" (София))
- 1926: Botew Sofia (bułg. СК "Ботев" (София)) – po dołączeniu klubu Zwezda Sofia
- 1930: BG 30 Sofia (bułg. СК "БГ 30" (София)) – po fuzji z Gladston Sofia
- 1931: Botew Sofia (bułg. СК "Ботев" (София))
- 1940: Botew Sofia (bułg. СК "Ботев" (София)) – po dołączeniu klubu Legia Sofia
- 26.03.1945: klub rozwiązano - po fuzji z Pobeda, Ustrem i Swoboda, tworząc Septemwri Sofia
- 1957: Botew Sofia (bułg. ФД [Физкултурно дружество] "Ботев" (София))
- 1958: klub rozwiązano - po fuzji z Septemwri Sofia

Klub Sportowy o nazwie Botew został założony w Sofijskiej dzielnicy Tri kładenci, w 1918 roku. Przez długi czas po powstaniu klub funkcjonował wyłącznie jako zespół osiedlowy, grając mecze nieoficjalne. W 1923 roku przeprowadził się do sąsiedniej dzielnicy Koniowica, gdzie gmina przekazała mu ziemię pod boisko. W Sofii przed 1944 roku istniało kilka różnych klubów o nazwie Botew, ale tylko drużyna z Koniowicy jest wymieniona jako Botew (Sofia). W 1926 do klubu dołaczył sąsiedni klub Zwezda Sofia. W 1930 roku nastąpiła fuzja z Gladston (Sofia) (założonym w 1909 r.), w wyniku czego na krótko została zmieniona nazwa na BG 30. W sezonie 1936/37 zespół zwyciężył w Sofijskiej drugiej dywizji i awansował na pierwszy poziom rozgrywek Mistrzostw Sofii. W debiutowym sezonie 1937/38 zajął drugie miejsce w pierwszej dywizji. W następnym sezonie spadł na trzecie miejsce, aby w sezonie 1939/40 zdobyć mistrzostwo pierwszej dywizji. W 1940 jako mistrz Sofii zakwalifikował się do turnieju play-off o awans do finałów Mistrzostw Bułgarii na szczeblu krajowym. W rundzie pierwszej zespół wygrał 1:0 z Tricwet Czirpan, w ćwierćfinale pokonał 4:3 SP 39 Plewen, a w półfinale 5:1 Napredak Ruse i zakwalifikował się do finału. W finale zwyciężył 2:1 z Botew Płowdiw i potem miał grać w barażach z Lewski Ruse, który został zdyskwalifikowany za odmowę gry w finale Pucharu Cara 3 października 1940 roku, w związku z czym uzyskał awans bez gry. Ale w 1940 roku nastąpiła reorganizacji mistrzostw Bułgarii, wskutek czego tylko trzy najlepsze kluby z Sofii mogli uczestniczyć w finałach Mistrzostw Bułgarii, a Botew pozostał w pierwszej dywizji. W sezonie 1940/41 zajął ostatnie 7.miejsce i spadł do drugiej dywizji. Zespół natychmiast odniósł zwycięstwo w sezonie 1941/42 i wrócił do pierwszej dywizji. W 1942 do klubu dołączyła drużyna "Legia" (Sofia). Po dwóch sezonach gry w pierwszej lidze klub znów spadł do II dywizji w 1944 roku. 26 marca 1945 roku, wraz z trzema innymi klubami (Pobeda, Ustrem i Swoboda), połączył się z Septemwri (Sofia) i przestał istnieć.
W 1957 roku klub powrócił do swojej nazwy jako klub wychowania fizycznego w rejonie dymitrowskim i zdobył tytuł mistrza juniorów. Ale latem 1958 roku Jednakże znów połączył się z Septemwri (Sofia) i przestał istnieć.

## Barwy klubowe, strój, herb, hymn
|  |  |

Klub ma barwy czerwono-białe. Piłkarze domowe spotkania zazwyczaj grają w czerwonych koszulkach, białym spodenkach oraz czerwonych getrach z białym szerokim poziomym pasem.

## Sukcesy

### Trofea międzynarodowe
Do chwili obecnej klub jeszcze nigdy nie zakwalifikował się do rozgrywek europejskich.

### Trofea krajowe
| \| \| Zdobyte trofea w rozgrywkach Bułgarii (stan na: 31-05-2024) \| |                                                             |      |                    |
| Rozgrywki                                                            | Osiągnięcie                                                 | Razy | Sezon(y)           |
| · Mistrzostwo                                                        | I miejsce                                                   | 0    |                    |
| · Mistrzostwo                                                        | II miejsce                                                  | 0    |                    |
| · Mistrzostwo                                                        | III miejsce                                                 | 0    |                    |
| Puchar                                                               | zdobywca                                                    | 0    |                    |
| Puchar                                                               | finalista                                                   | 0    |                    |
| II liga                                                              | I miejsce                                                   | 1    | 1939/40 (gr.Sofia) |
| II liga                                                              | II miejsce                                                  | 1    | 1937/38 (gr.Sofia) |
| II liga                                                              | III miejsce                                                 | 1    | 1938/39 (gr.Sofia) |
| Bułgaria                                                             | Zdobyte trofea w rozgrywkach Bułgarii (stan na: 31-05-2024) |      |                    |

- II sofijska diwizija (D3):
  - mistrz (2x): 1936/37 (gr.Sofia), 1941/42 (gr.Sofia)

- Puchar Ulpia Serdika:
  - zdobywca (1x): 1935

## Poszczególne sezony

### Rozgrywki międzynarodowe

#### Europejskie puchary
Nie uczestniczył w rozgrywkach europejskich.

### Rozgrywki krajowe
| \| Bułgaria \| Bilans występów klubu w rozgrywkach piłkarskich Bułgarii (Stan na 31 maja 2025 r.) \| \| |                                                                                    |        |       |   |   |   |    |    |     |                             |        |        |      |
| Poziom                                                                                                  | Rozgrywki                                                                          | Sezony | Mecze | Z | R | P | B+ | B– | Pkt | Lata                        | Awanse | Spadki | Naj. |
| I | Nacionałna futbołna diwizija / Dyrżawno pyrwenstwo                                 | 0      |       |   |   |   |    |    |     |                             | 0      | 0      |      |
| II | B RPG / Wtora PFG / Pyrwa PFL / B PFG / Wtora PFL                                  | 6      |       |   |   |   |    |    |     | 1937–1941, 1942–1944        | 0      | 2      | 1    |
| III | Treta amatorska futbołna liga                                                      | 8      |       |   |   |   |    |    |     | 1931–1937, 1941/42, 1944/45 | 2      | 0      | 1    |
| IV | Obłastna futbołna liga                                                             | 2+     |       |   |   |   |    |    |     | 192?–1931                   | 1      | 0      | 1    |
| | Puchar Bułgarii                                                                    | 0      |       |   |   |   |    |    |     |                             | 0      | 0      |      |
| Bułgaria                                                                                                | Bilans występów klubu w rozgrywkach piłkarskich Bułgarii (Stan na 31 maja 2025 r.) |        |       |   |   |   |    |    |     |                             |        |        |      |

## Struktura klubu

### Stadion
Drużyna rozgrywała swoje mecze domowe w Sofii na swoim stadionie w dzielnicy "Razsadnika" obok dzisiejszego 10. DKC. 

## Kibice i rywalizacja z innymi klubami

### Derby
- AS 23 Sofia
- Benkowski Sofia
- Grafik Sofia
- Lewski Sofia
- Rakowski Sofia
- SK Sofia
- Sławia Sofia
- Sportist Sofia
- Szipka Sofia
- Ustrem Sofia
- ŻSK Sofia